# Personnages de Dark Angel

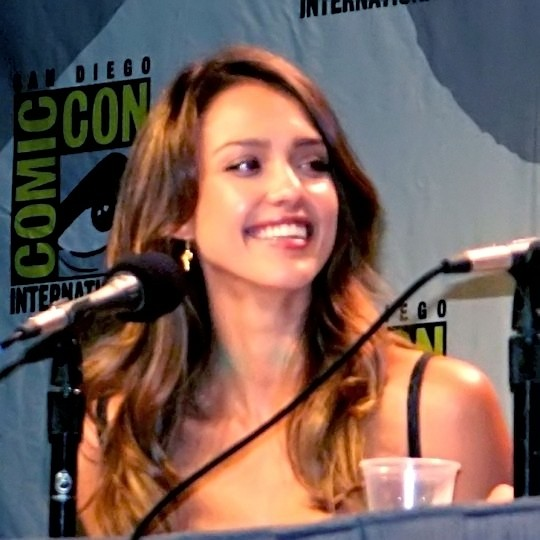
Jessica Alba interprétant Sam dans Dark Angel

Cet article présente les personnages de la série télévisée Dark Angel.
L'article renvoie à d'autres articles pour la description des personnages principaux.

## Personnages principaux

### Original Cindy
Original Cindy (Cynthia McEachin) est la meilleure amie de Max Guevara. Cette lesbienne rebelle, qui parle généralement d'elle à la troisième personne, travaille avec Max chez Jam Pony.
Original Cindy devient la colocataire de Max après que Kendra ait quitté l'appartement vers la fin de la saison 1. Elle apprendra par la suite que Max est un être transgénique. Malgré sa surprise, elle continuera à l'aider, principalement en couvrant ses absences à Normal jusqu'à la suivre, à la fin, à Terminal City (le refuge des êtres transgéniques).  

### Sketchy
Sketchy (Calvin Simon Theodore) est un ami de Max qui travaille avec elle chez Jam Pony. 
Ignorant la véritable nature de Max, il cherchera à prouver, lorsque les rumeurs commenceront, que les êtres transgéniques existent réellement pour se faire de l'argent dans un journal. Il n'apprendra que Max en est un que lorsqu'il sera pris en otage chez Jam Pony par des êtres transgéniques qui ne veulent que survivre. Il comprendra alors qu'ils ne sont pas des monstres et aidera Max en fuyant avec elle jusqu'à Terminal City.

### Normal
Normal (Reagan Ronald) est le patron de chez Jam Pony, donc de Max, Sketchy et d'Original Cindy. Peu aimé de ses employés à cause de son caractère désagréable, intransigeant et de ses "bip, bip, bip" il passera proche de renvoyer Max un bon nombre de fois pour ses absences. 
Lorsque les rumeurs sur les êtres transgéniques apparaîtront, il sera le premier à se révolter et à vouloir leur mort. Au point de vérifier la nuque de certains de ses employés. Il ignore que Max et son protégé, Alec (qu'il avait engagé après avoir vu ses talents de boxeur -étant un grand fan de boxe-), en sont. Lorsqu'il sera pris en otage chez Jam Pony, il sera forcé de collaborer et, après avoir aidé Gem, un être transgénique, à accoucher et avoir compris leur situation, il changera de camp et les considérera comme des êtres humains.

### Donald Lydecker
Lydecker est un agent haut placé de Manticore. Il a élevé comme des soldats Max Guevarra (à qui il a donné certains traits physiques d'une femme qu'il avait aimée), Zack, Tinga et les autres de cette unité de X-5 jusqu'à leur fuite en 2009. Convaincu d'agir pour leur bien et pour celui de l'humanité malgré sa dureté et sa cruauté, il est le seul de Manticore à les appeler par leur nom plutôt que par leur matricule. C'est un personnage très ambigu. Il passe pour le méchant durant toute la première saison : il est cruel, manipulateur, mais l'on voit quand même qu'il éprouve quelques sentiments envers le groupe des enfants X5 dont faisaient partie Max, Tinga, Zack, Ben et les autres. Il les a élevés et éduqués comme un père selon ses dires.
Il passera 10 ans à les chercher (réussissant a récupérer Kavi, Brin, le cadavre de Seth et tuer Vada) et finira par comprendre son erreur et collaborer avec Logan et Max pour détruire la base de données de Manticore. Cherchant lui-même la source de Manticore, il sera apparemment tué dans un accident d'auto visant à l'éliminer mais son corps ne sera jamais retrouvé. Ce n'est que dans le troisième roman que Max le retrouvera enfermé et agonisant dans une cellule d'un édifice appartenant aux Familiers et, malgré sa haine à son égard, elle lui sauvera la vie.

### Zack
Zack est un être transgénique de l'unité de Max répondant au matricule X5-599 (330417291599). Il est le chef de cette unité de X5, et considéré par Max comme son grand frère protecteur (durant la saison 1). En 2009, il avait dirigé l'évasion de Manticore. 
Fuyant Lydecker jusqu'en 2019, il cherche constamment ses hommes afin de les placer en sûreté. Il retrouvera Max en 2019 et se fera embaucher chez Jam Pony afin de la surveiller, d'enquêter sur elle. Malgré son refus de s'attacher, Zack tient beaucoup à Max (dont il finit par tomber amoureux) et lui demande de ne pas rester à Seattle, ce qu'elle refusera. Il devra quelques fois collaborer avec elle pour sauver d'autres X-5 de leur unité, comme Tinga et Brin. Il se fera même reprendre par Manticore pour la protéger quand elle se retrouvera accusée du meurtre de Vogelsang, un détective privé qu'il a lui-même tué. À la suite de cet événement, on aperçoit l'hélicoptère qui l'emporte s'écraser. 
Il continuera d'aider Max jusqu'à ce que Max soit touchée par un tir lors de l'attaque portée contre les laboratoires de Manticore sous la supervision de Lydecker. (Saison 1). Repris lui aussi, touché à l'épaule, il se suicidera pour qu'on donne son cœur à Max qui, autrement, ne pourrait que mourir. Mais son cœur sera reconstruit avec des éléments robotiques dans la saison 2 (ainsi que divers autres de ses organes ayant été greffés à d'autres X-5 blessés). Il reçoit aussi un œil cybernétique, un implant au cerveau, ainsi qu'un exosquelette au bras. 
Ayant perdu la mémoire, il se retrouvera de nouveau en présence de Max et confondant rêve et réalité, il est convaincu que Max l'aime.
Retrouvant en partie la mémoire il est finalement confronté à la réalité de l'amour de Max pour Logan et sous l'effet d'un lavage de cerveau, il est persuadé que Logan est un traître qu'il tentera  alors de tuer.
Max décidera de l'électrocuter pour protéger Logan et Zack perdra de nouveau la mémoire. 
Finalement, Max décidera de l'envoyer, amnésique et inconscient des dangers qui le menacent, dans un ranch sous la fausse identité de Adam Thompson.

### Saison 2 uniquement

#### Alec
Pour les articles homonymes, voir Alec.
Alec est un être transgénique issue des séries X  et répondant au matricule X5-494 (331845739494 plus précisément). Il est le clone de Ben (X5-493), un X-5 appartenant à l'unité de Max Guevarra. Il porte entre autres un peu d'ADN de félin et un peu de requin (ce qui lui permet de ne pas dormir ou très peu).
Il a été conçu en laboratoire et implanté dans une mère porteuse. Alec fut élevé et entraîné comme un soldat à Manticore, une base secrète gouvernementale qui, par l'optimisation génétique de ses soldats et par un entraînement militaire très strict, devait créer une armée ultra puissante. L'unité de X-5 dont faisait partie Alec a été spécialement entraîné pour les missions en solitaire, telles que l'infiltration et l'assassinat. La jeunesse de ces enfants soldats fut rude : cours sur la guerre, entraînements au combat, lavages de cerveau, missions de survie, endoctrinement...
Après l'évasion de douze enfants X-5 de la base de Manticore (de l'unité de Max), les choses n'ont fait qu'empirer. Les dirigeants estimèrent avoir laissé trop de libertés à leurs soldats et décidèrent de resserrer la vis. De plus, le fait que l'un des évadés ait été le jumeau génétique d'Alec a conduit celui-ci (comme tous les jumeaux génétiques des évadés) à subir de nombreux réendoctrinement, lavages de cerveau et expertises pour s'assurer de sa loyauté et de sa totale soumission aux ordres. Il a de nouveau dû passer 6 mois au service d'expertise psychiatrique et dû subir de nouveaux "examens" après que Ben fut devenu un tueur en série psychotique et ce dans le but de s'assurer que les "dysfonctionnements" ne soient pas génétiques.
Alec McDowell est un personnage solitaire et indépendant. Profondément marqué par sa vie à Manticore, il est émotionnellement instable, refuse toutes formes de responsabilités ou engagements sentimentaux. Son cynisme et sa froideur de façade sont pour lui une manière de se protéger d'une histoire personnelle cruellement remplie. Il n'abandonnera cependant jamais les siens et les protégera au péril de sa vie.
La première rencontre avec Alec a lieu à Manticore dans le premier épisode de la saison 2. Il est désigné pour être le binôme reproducteur de Max après le retour forcé de cette dernière à Manticore. Trouvant que 494 ne lui va pas du tout, elle décide de l'appeler Alec mais elle refuse tout rapport sexuel avec lui et le lui fait comprendre de façon assez brutale. Encore très obéissant malgré son attitude égoïste et narcissique, il participe à un piège visant à tuer Logan en aidant Max à s'enfuir de Manticore alors que celle-ci est porteuse sans le savoir d'un rétrovirus mortel ciblant l'ADN du "Veilleur".
À la suite de l'incendie de Manticore, il est libéré et accepte vite sa nouvelle vie dont il profite à fond jusqu'au moment où, afin de sauver sa vie, il promet à Ames White (qui l'a capturé) de tuer trois autres êtres transgéniques, sans quoi il sera tué. Il essaie de s'en prendre à Joshua mais ne pouvant ramener de preuve de sa mort étant donné l'absence de code-barres, il se retourne vers Max mais décide finalement de l'épargner.
Par la suite, Max l'aide à se libérer de l'emprise d'Ames White. Il se fait finalement embaucher chez Jam Pony. Il y a postulé pour avoir un laissez-passer, par Normal qui l'admire pour ses talents de boxeur (qu'il avait démontré sur les rings alors qu'il se faisait surnommé Monty Cora) et aide Max, malgré leurs différends, à protéger les autres êtres transgéniques. Il profite de son travail pour repérer des maisons à cambrioler et organise également quelques petits trafics (ce qu'il faisait déjà à Manticore avec les gardiens et ses pilules vitaminées...). Il devient aussi ami de Joshua même s'il profite souvent de celui-ci. Aidé d'un physique attrayant, Alec est un séducteur qui n'hésite pas à jouer de ses charmes ce qui entraîne de jolis crêpages de chignons chez ses collègues féminines.
Après une dispute entre Max et Alec, Joshua décide de peindre un tableau de ce dernier et explique à sa petite sœur pourquoi Alec agit comme il le fait. Il lui explique que malgré son apparence colorée et joyeuse, Alec est un homme sombre qui ne se connaît pas lui-même et qui fait semblant pour se cacher face au reste du monde. Il dira de lui : "Alec ne trompe qu'Alec".
Se dissimulant derrière son arrogance et son comportement parfois irresponsable, Alec reste un être torturé, hanté par son passé de soldat de Manticore. On apprendra notamment que durant une de ses missions d'infiltration en solitaire, il est tombé amoureux d'une jeune fille, Rachel Berrisford, dont il devait espionner le père. Il essaiera de la sauver après que Manticore lui a donné l'ordre de les éliminer, elle et son père, mais n'y parviendra pas. Robert Berrisford, ayant survécu à l'attentat, tentera de venger sa fille plongée dans le coma depuis 2 ans et Alec, estimant avoir mérité de payer pour son crime, ne survivra que grâce à l'intervention de Max.
Alec va de nouveau se retrouver confronté aux erreurs de son jumeau génétique (épisode Par amour). Il est arrêté pour un meurtre commis par Ben. Alec demande alors à Max de lui raconter quel genre d'enfant Ben était et comment il a pu devenir un tueur en série. Après que Max lui a avoué l'avoir tué, Alec comprend mieux pourquoi elle est si dure avec lui et pourquoi voir le visage de Ben tous les jours en regardant Alec la fait souffrir.
Dans l'ultime épisode de la série, Alec participe à la prise d'otage chez Jam Pony en se faisant d'abord passer pour un otage puis en prenant la tête des opérations, révélant ainsi à tous son identité, jusqu'à l'arrivée de Max. Il trouve refuge avec les autres transgéniques à Terminal City.

#### Joshua
Joshua est un être transgénique mi-homme, mi-chien (de caractère comme d'apparence). Étant le premier spécimen créé à Manticore, il ne possède aucun code-barres sur la nuque et est l'un des rares à connaître son créateur, Sandeman, qu'il appelle père et souhaite retrouver à tout prix. 
Il rencontre Max à Manticore dans le premier épisode de la saison 2, et l'aide à s'en échapper. À la suite de l'incendie de Manticore, il va habiter près de chez elle, dans la maison où vivait Sandeman. Cet être doux un peu simple d'esprit devient alors le grand frère de Max qui se fait un devoir de le protéger du monde extérieur, étant donné son apparence. Il est toujours prêt à aider mais se met souvent en danger en sortant de chez lui; il sera d'ailleurs l'un des premiers êtres transgéniques à se faire remarquer par des ordinaires (humains non génétiquement modifiés). Joshua, pourvu d'un don exceptionnel pour la peinture (qui n'échappe pas à l'œil intéressé de son ami Alec), finit par aller se réfugier à Terminal City après qu'Annie, une aveugle avec qui il s'était lié d'affection, a été tuée par Ames White qui, en faisant accuser Joshua de cet assassinat sanguinaire, souhaite ainsi diriger l'opinion publique contre les transgéniques. En voulant sauver deux transgéniques, Joshua est pris en chasse par la police de Seattle et les fanatiques du clan de Ames White et va chercher de l'aide auprès d'Alec chez Jam Pony. C'est le début du siège de l'établissement qui va conduire Joshua à combattre contre Ames White, le meurtrier de Annie, qu'il épargne malgré tout (mais qu'il tuera finalement dans le 3e roman pour sauver Max). Tous les transgéniques parviendront à fuir pour rejoindre leurs semblables à Terminal City. C'est d'ailleurs Joshua qui va peindre le drapeau de leur nation naissante, Une colombe volant de l'obscurité vers la lumière.

#### Ames White
Ames White est un agent fédéral chargé d'éliminer tous les êtres transgéniques. Il se fait vite un ennemi de Max, connaissant sa grande valeur, qu'il appelle toujours 452. 
Il fait partie d'une secte extrêmement secrète et ancienne qui a le même but que Manticore: créer des êtres supérieurs, à la différence qu'il s'agit de naissances par sélection naturelle avec l'élimination des êtres plus faibles (en attendant un certain avènement censé ne pas plaire aux humains normaux). Comme de fait, il possède une force, une habileté et une résistance incroyables ; semblables à celles de Max. Il affirme que la douleur n'est qu'une invention de l'esprit. Il entraînera son fils dans la secte et tuera sa femme pour son opposition. Ames combattra Max et les autres durant la prise d'otages chez Jam Pony et sera presque tué par Joshua, l'ayant reconnu comme le meurtrier de Annie (meurtre qu'il avait commis pour nuire à l'image des êtres transgéniques) mais Max, le sauvera pour protéger leur image. 
Toutefois, Joshua le tuera finalement dans le 3e roman afin de sauver Max des Familiers. ( Les romans ne sont pas du même auteur que la série télévisée, ni n'ont jamais été approuvés par James Cameron, il n'est donc pas utile d'en tenir compte ici, ni d'aucune allusion aux romans d'ailleurs)

#### Asha
Pour les articles homonymes, voir Asha.
Asha est membre d'une organisation luttant pour la justice nommée le S1W, associée au "Veilleur" et prétendue par les autorités, groupe terroriste. Elle rencontrera Logan Cale durant les trois mois où il croyait Max morte mais, malgré ses sentiments envers lui, elle comprendra vite qu'il est encore amoureux de Max. Cela ne les empêchera pas de collaborer de près pour faire régner la justice. Elle aura besoin de Logan surtout pour lui fournir des faux papiers, ayant de gros problèmes avec les forces de l'ordre. Elle ne s'entend pas très bien avec Max mais tissera lentement des liens avec Alec.

#### Mole
Mole (aussi connu dans les romans sous le nom de Taupe) est un être transgénique de Manticore d'une série (code barre) inconnue ayant l'apparence d'un gros lézard humanoïde. Il a toujours un cigare dans la bouche et se plaint dès qu'il n'en a plus. Contrairement à Max Guevara, il adore les armes à feu et semble avoir appris à s'en servir à Manticore.
Il apparaît pour la première fois dans le 19e épisode de la 2e saison (Le Clone / She Ain't Heavy) lorsqu'il accueille Joshua à Terminal City. Il semble déjà important dans ce lieu. On ne connaît pas son passé mais il n'a pas eu besoin des arguments de Max pour détester Manticore. À ce moment, il a encore du mépris pour les "ordinaires".
Dans le dernier épisode de la saison 2, en tentant de sauver une X5 et un X6 (Gem et Dalton), il devra se réfugier, avec Joshua, les deux rescapés et en entraînant Alec avec eux, chez Jam Pony. Ils seront alors obligés, pour se protéger, de prendre tout le monde en otage. À la suite de l'arrivée de Max et de Logan Cale et de l'intervention d'Ames White et de ses Familiers, il fera partie de la grande bataille avec Max, Alec, Joshua et Logan.
Ils réussiront à fuir jusqu'à Terminal City, où les autres transgéniques les protégeront. Malgré tout, avec son leadership et son mauvais caractère, il proposera que tous se séparent et fuient Terminal City, ce que Max refusera. Devant l'opinion générale, il cédera et acceptera de rester.
Dans le 3e roman, Mole a toujours une grande importance à Terminal City mais il est prêt à faire tout ce que Max lui demande. Lorsque Logan sera enlevé par Ames White, lui, Joshua et Alec suivront Max jusqu'au bout pour le sauver. Il sera en outre, le conducteur désigné. Il sera l'un des personnages principaux.

## Personnages secondaires

### Matt Sung
Matt Sung est interprété par Byron Mann.  C'est un policier d'origine asiatique qui travaille pour Le Veilleur par l'entremise de Logan, ignorant qu'il s'agit de la même personne. Il est l'un des rares policiers encore honnêtes et souhaite vraiment travailler pour la bonne cause.

### Saison 1 exclusivement

#### Herbal Thought
Herbal est interprété par Alimi Ballard. C'est un ami de Max, d'Original Cindy et de Sketchy qui travaille chez Jam Pony. C'est un grand admirateur de Bob Marley et affirme constamment que tout va pour le mieux dans le meilleur des mondes car ce qui arrive est la volonté de Dieu. Il n'apparaît pas dans la deuxième saison.

#### Kendra Maibaum
Kendra est interprétée par Jennifer Blanc. C'est une amie de Max et sa colocataire. Un peu débauchée, elle ne sait même pas la vraie nature de Max. Vers la fin de la saison, elle tombera amoureuse d'un policier corrompu avec qui elle s'installe et n'apparaît pas dans la deuxième saison.

#### Bling
Bling est interprété par Peter James Bryant (en). Il est l'assistant de Logan à partir du moment où ce dernier devient paraplégique. Il est l'un des seuls, à l'exception de Max, à savoir que Logan est le Veilleur. Il n'apparaît pas dans la deuxième saison.

#### Daniel Vogelsang
Daniel Vogelsang est interprété par Stephen Lee. Il n'apparaît qu'à la saison 1. Daniel Vogelsang travaille comme détective privé et tente d'aider Max à retrouver les siens dont Zack, jusqu'à ce qu'il tente de doubler Manticore et qu'il soit tué par Zack.

### Saison 2 exclusivement

#### Sam Carr
Sam Carr est interprété par Brian Markinson. C'est un neurochirurgien du Metro Medical Hospital et ami de Logan qui s'occupe de lui et de Max. Il connaît sa nature différente mais accepte de le cacher et même de la couvrir pour Logan dont il connaît aussi sa double vie en tant qu'ami du Veilleur. Il tente d'aider Max à neutraliser le virus qu'elle porte.

#### Annie Fisher
Annie Fisher est interprétée par Kandyse McClure. Elle apparaît dans la saison 2. C'est une jeune femme aveugle que Joshua rencontre. Ils tombent alors amoureux l'un de l'autre, Annie ignore ses origines et son apparence. Il lui apprendra lorsqu'il devra fuir dans les égouts avec elle. Choquée elle lui pardonnera puis restera dans les égouts pour ne pas ralentir Joshua. Demandant de l'aide à Ames, celui-ci la tuera pour mettre la faute sur le dos des êtres transgéniques.

### Membres de Manticore

#### Elizabeth Renfro (Madame X )
Madame Renfro est interprétée par Nana Visitor. C'est un membre haut placé de Manticore insensible qui cherche surtout à défendre ses avantages. Elle mettra même la tête de Lydecker à prix. Elle connaît la valeur inestimable de Max et la protégera d'un tir de fusil en sacrifiant sa propre vie.

### Créatures de Manticore
Voir également : Max Guevara, Zack, Alec, Joshua et Mole.

#### Brin
Brin est interprétée par Nicole Bilderback (en). C'est un être transgénique répondant au matricule X5-734 (331280315734) venant de la même unité que Max et s'étant aussi enfuie en 2009. Cette dernière la retrouvera alors que Brin est atteinte d'une soudaine progéria. Max et Zack devront la ramener à Manticore pour la sauver où elle subira un lavage de cerveau et se retournera contre eux.

#### Tinga
Tinga est interprétée par Lisa Ann Cabasa. C'est un être transgénique répondant au matricule X5-656 (331450074656) venant de la même unité que Max et s'étant aussi enfuie en 2009. Elle vit avec un mari et un fils ignorant son origine mais qui l'apprendront lorsqu'elle y sera confrontée. Après avoir été recapturée, elle mourra à la suite d'expériences abusives sur elle.

#### Ben
Ben est interprété par Jensen Ackles. C'est un être transgénique répondant au matricule X5-493 venant de la même unité que Max et s'étant aussi enfui en 2009, mais contrairement à elle, il n'a jamais réussi à s'intégrer. Obsédé par la vierge Marie censée le protéger depuis son enfance à Manticore, il ira jusqu'à tuer des gens et lui offrir leurs dents, pour lui prouver sa valeur. Max l'ayant retrouvé tentera de l'arrêter, et finira par le vaincre en combat. Ne voulant à aucun prix retourner à Manticore, Ben supplie Max de le tuer, ce qu'elle fait à contre-cœur. Il a un clone : Alec (X5-494).

#### Jace
Jace est interprétée par Shireen Crutchfield. C'est une être transgénique répondant au matricule X5-798 venant de la même unité que Max mais ayant refusé de s'enfuir lors de l'évasion en 2009. Elle retrouvera Max dans une mission mais la considérera comme une traître envers Manticore jusqu'à ce que celle-ci l'aide et la convainque du danger de rester à Manticore pour l'enfant qu'elle porte. Elle fuira alors au Mexique et promettra à Max d'appeler son enfant Max.

#### Krit
Krit est interprété par Joshua Alba (le frère de Jessica Alba). C'est un être transgénique répondant au matricule X5-471 venant de la même unité que Max et s'étant aussi enfui en 2009. Il aidera Max durant leur tentative de détruire la base de données de Manticore.

#### Syl
Syl est interprétée par Nicki Aycox. C'est une être transgénique répondant au matricule X5-701 venant de la même unité que Max et s'étant aussi enfuie en 2009. Elle aidera Max durant leur tentative de détruire la base de données de Manticore.

#### Jondy
Jondy est une X5 de la même unité que Max. On ne voit ce personnage que lors de la jeunesse de Max. Elle était une des meilleures amies de Max et, lors de l'évasion des X5, Max et Jondy sont ensemble. Elle n'apparaît plus dans les épisodes où Max est adulte. 

#### Sam
Sam est interprété par Jessica Alba. C'est la clone de Max et répond au matricule X5-453. Elle sera utilisée pour piéger Logan et Max mais Max réussira à la vaincre et lui rendra sa liberté.

#### CeCe
CeCe est interprété par Lorin Heath. C'est une X-5 libérée lors de l'incendie qui a détruit Manticore en 2019 et qui sera embauchée chez Jam Pony. Elle aidera Max, mais sera tuée par le tir d'un sbire de White lors de la prise d'otages chez Jam Pony.

#### Gem
Gem est interprété par Erin Karpluk. Elle apparaît à partir de l'avant-dernier épisode. C'est une X-5 qui attend un enfant. Son besoin d'aide pressant pour accoucher ayant interpellé Mole et Joshua sera à la base de la nécessaire prise d'otages chez Jam Pony. Elle devra accoucher sur place, aidée de Normal. Cette situation et la naissance du bébé durant le combat le feront d'ailleurs changer de position sur les êtres transgéniques. Elle aussi fuira avec son bébé jusqu'à Terminal City.